# 나를 사랑하지 않는 X에게
나를 사랑하지 않는 X에게(Dear X Who Doesn't Love Me)는 한지효, 도영, 권아름, 방재민이 출연하는 대한민국 웹드라마이다. 2022년 7월 14일부터 7월 28일까지 TVING에서 방영됐다.

## 줄거리
작사 지망생 대학생이 한 달 동안 사랑에 빠지게 만드는 가사가 적힌 쪽지를 발견하고 여러 남자와 얽히게 되면서 벌어지는 이야기를 그린 작품이다.

## 출연
- 한지효 - 서희수 역
- 도영 - 정시호 역
- 권아름 - 박세진 역
- 방재민 - 김도빈 역
- 손현우 - 김강욱 역
- 김지훈 - 박준영 역

## 방영
2022년 6월 30일, 티빙은 첫 3화가 2022년 7월 14일에 공개되고, 4~6화가 2022년 7월 21일에 공개되며, 마지막 4화가 2022년 7월 28일에 공개될 것이라고 발표했다.